# Huwil

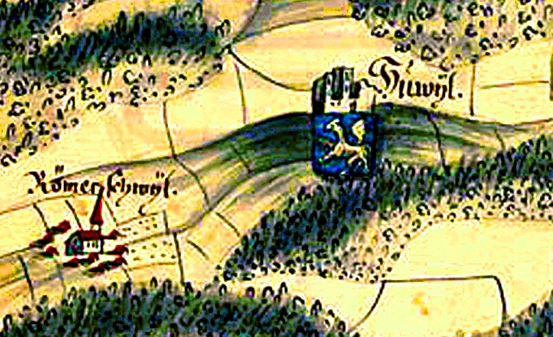
Karte mit der ehemaligen Burg Huwyl östlich von Römerswil

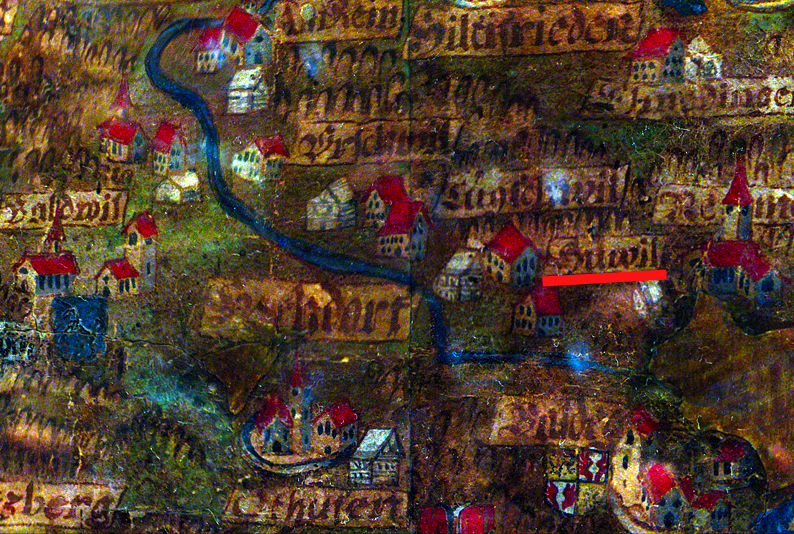
Wägemann-Karte von 1614, Huwil Mitte rechts (rot unterstrichen)

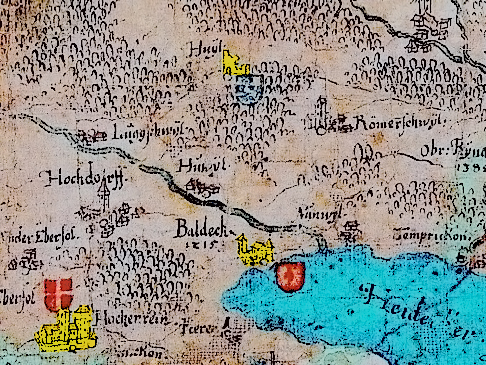
Karte von Cysat Waegmann, Huwil in der Kartenmitte

Huwil ist eine Ortschaft am westlichen Rand der Talebene der Ron in der Gemeinde Römerswil im Schweizer Kanton Luzern.
Die Häusergruppe liegt am Ostrand des Gemeindegebiets von Römerswil in der Nähe des Bezirkshauptorts Hochdorf. Sie wird vom Sagebach durchflossen. Ihr Name ist im Jahr 1101 erstmals als Hunenweilare und 1241 als Hunwile bezeugt.
Der Ort war der Sitz der Edeln von Hunwil, diese erscheinen in Urkunden zwischen 1230 und 1474. Die Burg Huwyl erscheint nur auf einer Karte von 1665, die Ruinen wurden 1902 ausgegraben.
Bei Huwil betrieb die Ziegelei Hochdorf eine Lehmgrube, die heute als Reststoffdeponie dient.
Der verbreitete Familienname Huwyler hat seinen Ursprung in Huwil; es gibt ca. 3500 Namensträger.